# Michael Jan de Goeje
Michael Jan de Goeje est un orientaliste néerlandais de langue allemande, né le 13 août 1836 à Dronrijp, en Frise où il est mort le 17 mai 1909 .

## Études et carrière
Passionné dès le plus jeune âge par les langues orientales ainsi que leurs écritures, Michael Jan de Goeje apprit très vite l'arabe, sous la tutelle de Reinhart Dozy (1820-1883), huguenot français né à Leyde expert en langues orientales, et de Théodore Willem Juyinboll, avec qui il deviendrait ami et collègue. Il décrocha son doctorat à l'Université de Leyde en 1860 et partit étudier pour un an à l'Université d'Oxford, où il se prit de passion pour les manuscrits d'Al-Idrisi, conservés dans la Bibliothèque bodléienne de l'Université anglaise. En collaboration avec son ancien mentor, Reinhart Dozy, il publia une partie de ces manuscrits en 1866 sous le titre Description de l'Afrique et de l'Espagne. Durant cette même période, il écrit Mémoires de l'histoire et de la géographie orientales et édita Expugnatio regionum. En 1883, à la mort de son ami et mentor Dozy, il devint professeur expert de la civilisation arabe à l'Université de Leyde. Il quitta cette fonction en 1906.
Il ne toucha pas seulement ses élèves par ses connaissances et ses recherches. Il influença nombre de ses pairs à travers l'Europe. Ainsi, ses nombreuses publications et traductions sur des textes arabes eurent une grande valeur dans le monde de l'enseignement supérieur des années 1900. Sa plus grande œuvre fut sûrement sa compilation d'écrits de Tabari. Intéressé par la politique, il manifesta un intérêt certain dans les affaires municipales de sa ville, Leyde, en particulier dans le milieu éducatif. Sa connaissance de l'Orient lui valut d'être un des principaux organisateurs du Congrès International des Orientalistes à Alger en 1905. Il fut membre de l'Institut de France et fut récompensé de la médaille de l'Ordre du Mérite Allemand. Il reçut un doctorat honorifique de l'Université de Cambridge. À sa mort, il était le président de la toute nouvelle Association Internationale des Académies de Sciences.

## Publications
- Fragmenta historicorum Arabicorum (1869-1871)
- Diwan (poèmes arabes) de Moslim ibn al-Wãlid (1875)
- Bibliotheca geographorum Arabicorum (1870-1894)
- Annales de Tabari (1879-1901)
- une édition de la biographie d'Ibn Qutayba (1904)
- une compilation traduite des voyages d'Ibn Djubayr (1907).

Il fut aussi le directeur d'édition de l'Encyclopédie de l'Islam, et contribua à de nombreux articles scientifiques dans des revues universitaires. Il écrivit dans la neuvième édition de l'Encyclopædia Britannica (1911).